# Брея
Брѐя (на италиански: Breia; на пиемонтски: Breja) е село в Северна Италия, община Челио кон Брея, провинция Верчели, регион Пиемонт. Разположено е на 809 m надморска височина.